# التحالف المقدس

الدول المشكلة للتحالف المقدس عام 1840
الإمبراطورية النمساوية
مملكة بروسيا
الإمبراطورية الروسية

كان الهم الوحيد للدول الكبرى هو ضمان الاستمرار والتمسك والالتزام بمقررات مؤتمر فينا وان لا تكون نهاية عقد المؤتمر نهاية لمقرراتة لذلك خرج القيصر الروسي بفكرة التحالف المقدس ويقصد به قيام رابطة بين الدول الاوربية تقوم على المحبة والعدل الذي نادى به المسيح لتحل محل المواثيق العسكرية والتحالفات السياسية التقليدية وبهذا تكون المسيحية القاعدة الاساسية للقانون الدولي في حل المشاكل والصعاب ويعتبر الملزك الموقعين على التحالف وكأنهم مكلفين من الاله بالدفاع عن السلام والنظام. وكان الهدف منه القضاء على أي محاولة للتحرر والديمقراطية قد تظهر في المستقبل وفي يوم 26 سبتمبر ايلول 1815 وقعت كل من روسيا وبروسيا والنمسا على التحالف اما بريطانيا فلم تتمكن من التوقيع لان الوصي على العرش لم يحق له التوقيع لان الملوك هم الذين يوقعون الا ان بريطانيا ابدت تعاطفها مع هذا التحالف الا ان وزير خارجيتها كاسلريه لم يكن مقتنعا بصواب فكرة التحالف لانه:-
كان يفهم جيدا معنى التحولات الجذرية التي اوجدتها الثورة الفرنسية في أوروبا مما يجعل هذا التحالف طارئا غير واقعي إضافة إلى ذلك ان صاحب الفكرة هو الاسكندر الأول والذي كان معروفا باطماعه التوسعية والرغبة في السيطرة على السياسة الاوربية ولهذا سيكون اقل الموقعين قدرة على الالتزام به ووقف مترنيخ ضد هذا التحالف مع كاسلريه واستمر التحالف حتى 1826[بحاجة لمصدر]
التحالف المقدس (و يسمى أيضاً التحالف الكبير) كان تحالفاً بين روسيا والنمسا وبروسيا بطلب من القيصر ألكسندر الأول من روسيا ووقعتها القوى الثلاث في باريس يوم 26 سبتمبر/ أيلول 1815. في مؤتمر فيينا بعد هزيمة نابليون. في الظاهر كان هدفه غرس القيم المسيحية من المحبة والسلام في الحياة السياسية الأوروبية، ولكن عملياً استخدمه كليمنس فون مترنيش درعاً ضد الثورة. تضامن ملوك الدول الثلاث معاً لمنع التأثيرات الثورية (و خصوصاً من الثورة الفرنسية) من دخول هذه الدول. كان التحالف ضد الديمقراطية والثورة والعلمانية. عادة ما يرتبط هذا التحالف بالتحالف الرباعي والتحالف الخماسي والتي تضم المملكة المتحدة (من 1818) وفرنسا بهدف دعم التسوية السلمية الأوروبية المبرمة في مؤتمر فيينا. اعتبر التحالف منتهياً بوفاة ألكسندر عام 1825.[بحاجة لمصدر]